# Anthelephila solita
Anthelephila solita es una especie de coleóptero de la familia Anthicidae.

## Distribución geográfica
Habita en Tailandia.